# Greenvale Farm
Greenvale Farm es una granja histórica y una finca de verano del siglo XIX en 582 Wapping Road en Portsmouth, Rhode Island ubicada al final de un estrecho camino de tierra y tiene vistas al río Sakonnet . 

## Historia
Históricamente utilizada para tierras de cultivo, una parte de esta 53 acres (21,4 ha) fue transformado en una finca de campo expansiva en la década de 1860 por John Barstow, un comerciante de Boston. La casa principal, diseñada por John Hubbard Sturgis y construida entre 1864 y 1865, es una implementación exuberante del estilo Stick con elementos góticos. Tiene forma asimétrica, con variedad de voladizos, buhardillas, frontones y frontones, con una variedad de acabados exteriores. La finca sigue siendo propiedad de los descendientes de Barstow.
La finca se incluyó en el Registro Nacional de Lugares Históricos en 1980. 